# Lijst van karstgebieden
Hieronder volgt een lijst van gebieden met karst.

## Afrika

### Madagascar
- Anjajavy Forest, westelijk Madagaskar
- Ankarana Reserve, Madagaskar
- De droge loofbossen van Madagaskar, westelijk Madagaskar
- Tsingy de Bemaraha Strict Nature Reserve, Madagaskar

### Zuid-Afrika
- Oudtshoorn, West-Kaap, Zuid-Afrika
- West Rand, Gauteng en Noordwest, Zuid-Afrika

## Azië

### China

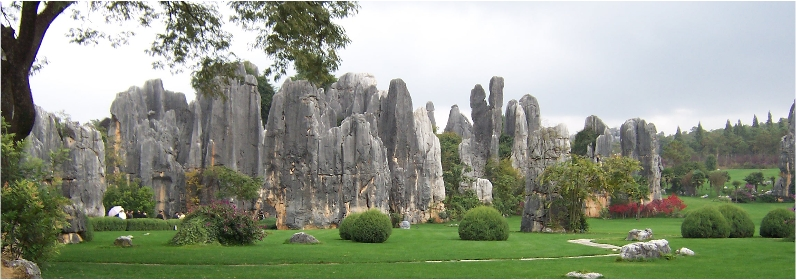
Stenen Woud

- Jiuzhaigou Valley en Huanglong National Park, (Unesco Werelderfgoed)
- Zuid-Chinese karstlandschap, Werelderfgoed
- Stenen Woud (Stone Forest) bij Shilin in de provincie Yunnan
- Zhangjiajie National Forest park, vormt een deel van het Wulingyuan gebied, Werelderfgoed
- Wulong Karst, Wulong County, Chongqing

### Georgië
- Arabikamassief in het Gagragebergte (Abchazië). De Kroeberagrot in dit massief is de diepste grot ter wereld;
- Ratsjagebergte heeft met ruim 590 km² de grootste karst formatie van het land.

### Indonesië
- Bantimurung, Indonesië
- Gunung Sewu, Indonesië
- Maros Regency, Indonesië, bekend als The Spectacular Tower Karst Area[1]

### Filipijnen
- El Nido, Palawan, Filipijnen
- Coron, Palawan, Filipijnen
- Sagada, Mountain Province, Filipijnen
- Chocolate Hills, Bohol, Filipijnen
- Negros en Gigante-eilanden, Negros Oriental, Filipijnen
- Virac, Catanduanes, Filipijnen
- Caramoanschiereiland, Camarines Sur, Filipijnen

### Israël
- Ofra regio, Israël

### Japan
- Akiyoshi Plateau, Japan
- Atetsudai and Taishakudai Plateaus, Japan
- Shikoku Karst, Japan
- Hiraodai Plateau, Japan
- Okinoerabujima Eiland, Riukiu-eilanden, Japan

### Laos
- Khammouane, Laos
- Vang Vieng, Laos

### Libanon
- Jeita Grotto, Libanon
- Gedeelten van Libanongebergte

### Maleisië
- Gunung Mulu National Park, Maleisië
- Kilim Karst Geoforest Park, Langkawi, Maleisië
- Kinta Valley, Perak, Maleisië
- Perlis State Park, Perlis, Maleisië
- Batu Caves, Selangor, Maleisië

### Thailand
- Krabi, Thailand
- Phangnga Bay Area, zuidelijk Thailand
- Doi Nang Non, noordelijk Thailand

### Taiwan
- Kenting National Park, Taiwan

### Turkije
- Taseli plateau, Turkije

### Vietnam
- Halong Bay, Vietnam
- Phong Nha-Ke Bang, Vietnam

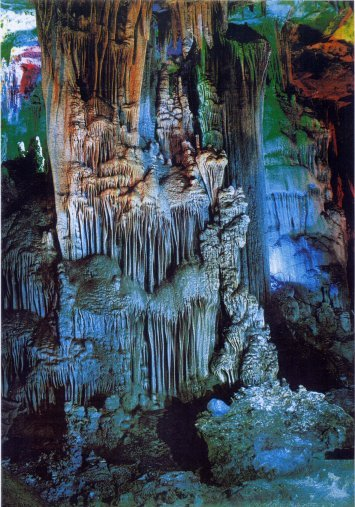
Phong Nha Cave in Phong Nha-Ke Bang, Vietnam

- Tam Coc - Bich Dong in Ninh Binh Province, Vietnam

### Zuid-Korea
- Gangwon-do (Zuid-Korea), Zuid-Korea
- Northwestern North Chungcheong Province, Zuid-Korea

## Europa

### Albanië
- Biza area in central Eastern Albanië
- Mali me Gropa
- Albanese Alpen
- Karaburun Peninsula

### België
Het gebied met de naam 'Condroz', 'Calestienne' en een aantal gebieden vanaf Namen naar het westen, richting Charleroi en zelfs tot Doornik (vaak endokarst in deze streek) bevatten een groot aantal karstfenomenen. Momenteel is de CWEPPS (Commission d'Etude et de Protection des Sites Souterrains) bezig met het afwerken van de AKWA (Atlas du Karst Wallon) van de verschillende hydrografische bassins zoals de Viroin, de Bocq en de Samson, de Molignée, de Basse-Lesse en de Haute-Lesse). De grootste grotten van België zijn die van Han (17 km ongeveer, met enorme zalen), Rochefort, Hotton, Tilff, Dinant, Comblain-au-Pont, Remouchamps, die toeristisch uitgebaat worden. Talrijke grotten zijn enkel voor speleologen te bezoeken. Er zijn in België ongeveer 1500 speleologen actief. Elk jaar worden nog nieuwe, opzienbarende ontdekkingen gedaan. Aantal karstfenomenen in België: ongeveer 3000, waaronder zeker 1000 grotten.

### Bosnië en Herzegovina
Karst poljas (Bosnië, Kroatië, Servië: kraška polja)
- Popovo polje in Herzegovina regio van Bosnië en Herzegovina
- Livanjsko polje (405 km2), bij Livno in Bosnië of Bosnië en Herzegovina
- Nevesinjsko polje, bij Nevesinje in Herzegovina regio van Bosnië en Herzegovina
- Gatačko polje, bij Gacko in Herzegovina regio van Bosnië en Herzegovina
- Glamočko polje, bij Glamoč in Bosnië van Bosnië en Herzegovina
- Duvanjsko polje, bij Duvno in Bosnië van Bosnië en Herzegovina
- Mostarsko polje, bij Mostar in Herzegovina regio van Bosnië en Herzegovina
- Kupreško Polje, bij Kupres in Bosnië van Bosnië en Herzegovina
- Vjetrenica (wat betekent "wind cave" of "blowhole"), grootste en belangrijkste grot
- Neretva rivier
- Trebisnjica rivier

### Bulgarije
- Centraal Rodopegebergte karst (inclusief Trigrad Gorge), Bulgarije
- Devnya Valley, Varna, Bulgarije
- Dragoman marsh, Bulgarije
- Karlukovo Karst Geocomplex

### Duitsland
- Hönnetal bij Balve
- Schwäbische Alb regio in staat Baden-Württemberg
- Fränkische Schweiz regio in de staat Beieren

### Engeland
- White Peak van het Peak District, bij Matlock, Castleton[2] (including Thor's Cave)
- Mendip Hills inclusief Cheddar Gorge[3]
- Yorkshire Dales inclusief de Gaping Gill en Ease Gill systems[4]
- Forest of Dean inclusief de Clearwell Caves en Mines[5]

### Estland
- Tuhala karstgebied, Estland

### Frankrijk
- Pyreneeën
  - Massif de Larra-Belagua, bij Pic d'Anie
  - Pierre-Saint-Martin
  - Arbailles
- Centraal Massief
  - Causses (Causse du Larzac,...)
- Franse Vooralpen
  - Sainte-Baume
  - Mont Sainte-Victoire
  - Alpilles
  - Luberon
  - Montagne de Vaucluse
  - Vercors Plateau
  - Montagne de Chartreuse
  - Bauges
- Jura
  - Bugey
- Pays d'Ouche (Normandië)

### Hongarije
- Regio van het Mecsekgebergte
- Bükk, een plateau in noordoosten van Hongarije
- Bakony, een heuvelgebied in Transdanubië
- Buda Hills
- Aggtelek Karst en de grootste grot in Hongarije (Aggtelek National Park, Unesco Werelderfgoed)

### Ierland
- Burren in County Clare

### Italië
- Murge, in Apulië en Basilicata, zuiden
- Karst (sl:Kras), plateau in zuidwesten van Slovenië en noordoosten van Italië
- Sardinië bij de bron Su Gologone

### Kroatië
- Regio's van Dalmatië, Lika (Plitvice), Gorski Kotar, Istria, Kvarner en eilanden van Kroatië in Kroatië

### Malta
- Wied iż-Żurrieq en Dingli, West

### Montenegro
- Dinarische Alpen regio

### Oekraïne
- Podolië en Bukovina regio's in the noordoostlijke gedeelte van de Karpaten inclusief sommige van de langste grotten in de wereld, inclusief de Optymistychnagrot, circa 200.000 meter lengte, is het de langste grot in Eurazië, de derde langste in de wereld.

### Oostenrijk
- Oostelijke regio van de Northern Limestone Alps in de deelstaten Salzburg, Opper-Oostenrijk, Stiermarken, en Neder-Oostenrijk, die kalksteenplateaus vormen als het Steinernes Meer, Hagengebirge, Tennengebirge, Dachstein, Totes Gebirge, Hochschwab, Rax, en Schneeberg.
- Gebied rond Graz, Stiermarken.

### Polen
- Kraków-Częstochowa Upland (Jura Krakowsko-Częstochowska)
- Holy Cross Mountains (Góry Świętokrzyskie) met de Jaskinia Raj (Raj Cave)
- Tatra Mountains inclusief de Jaskinia Wielka Śnieżna (Great Snowy Cave)— langste grot in Polen

### Portugal

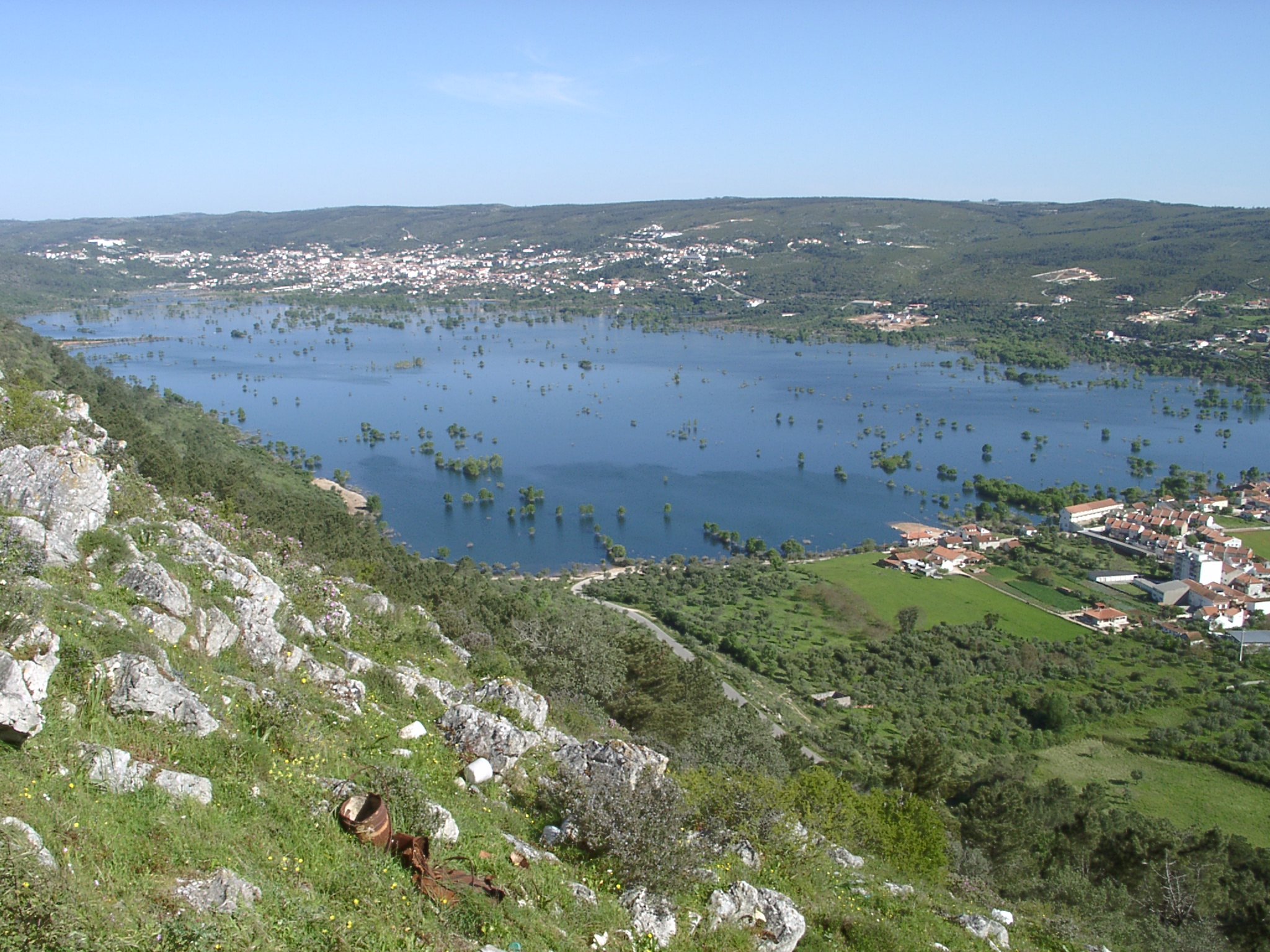
"Mira d'Aire"'s Karst Lake, Portugal

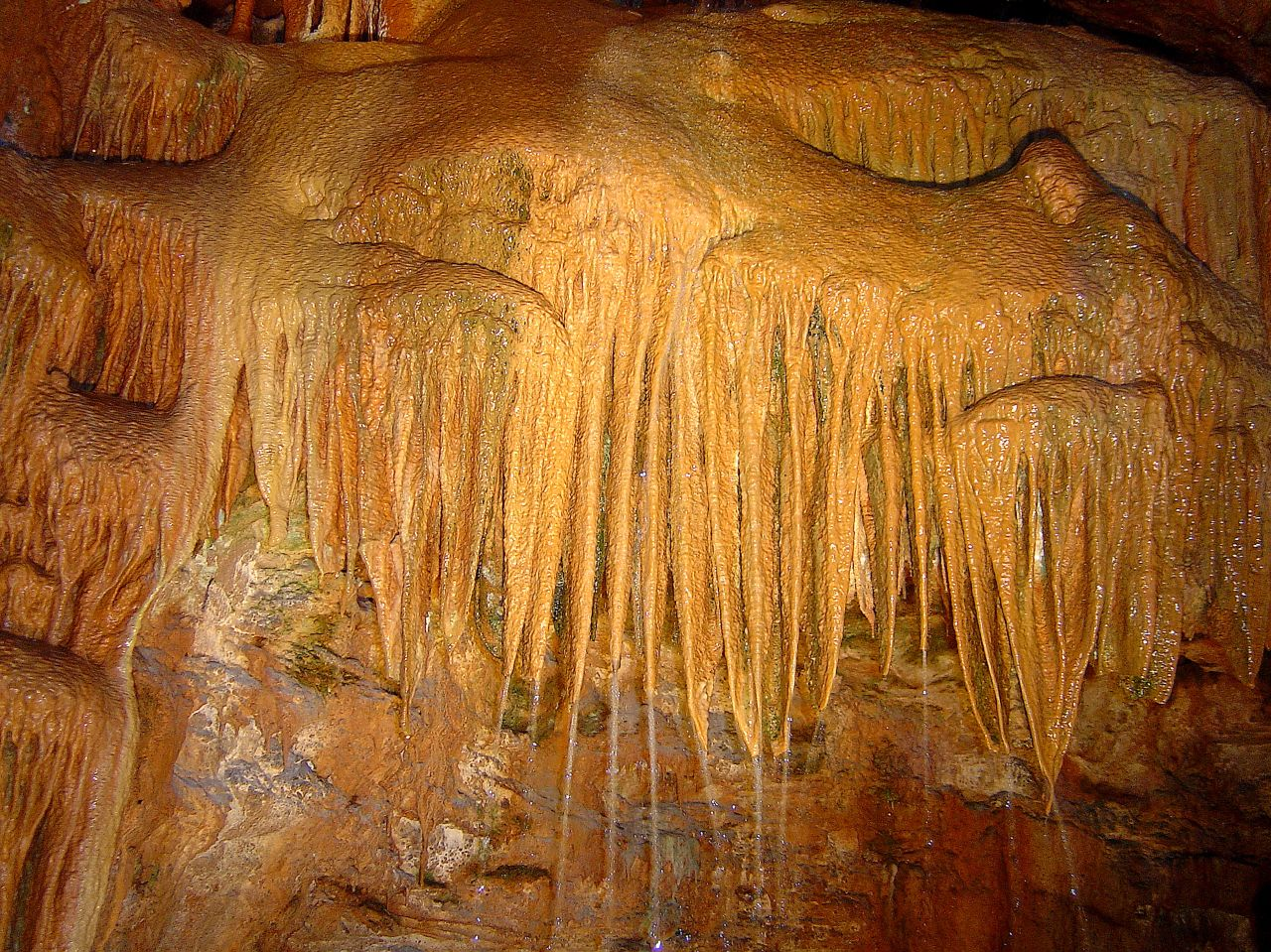
"Mira d'Aire"'s Karst grotsysteem, Portugal

- Natural Park Serras d'Aire and Candeeiros

### Roemenië
- Apuseni, Roemenië
- Hăşmaş, Roemenië
- Bucegi, Roemenië
- Piatra Craiului, Roemenië
- Domogled - Valea Cernei, Roemenië

### Servië
- Dinarische Alpen regio
- merokarst van het oosten van Servië

### Schotland
- Assynt, zuidoost Skye en dicht bij Kentallen in Schotland, Verenigd Koninkrijk[6]

### Slowakije
- Slovak Paradise, Slowakije
- Slowaakse Karst, Slowakije
- Tatry, Slowakije
- Nízke Tatry, Slowakije
- Muránska planina, Slowakije

### Slovenië
- Regio's Notranjska, Goriška, Gorenjska en Dolenjska
- Karst (Sloveens: Kras), een plateau in het zuidwesten Slovenië en noordoosten van Italië

### Spanje

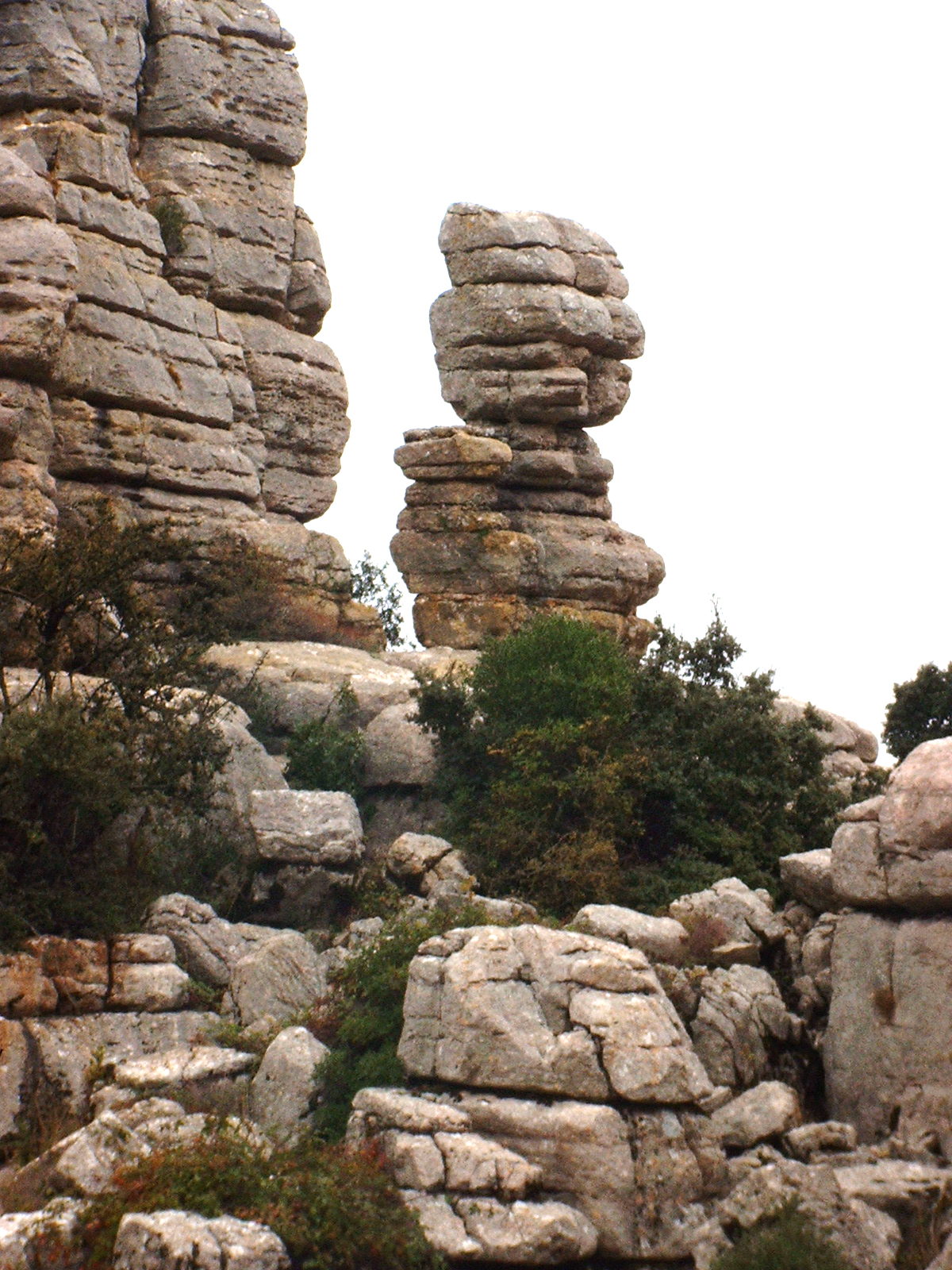
El Torcal (Antequera – Spanje)

- Picos de Europa en het Baskisch gebergte, noorden van Spanje
- Larra-Belagua, Navarra, noorden van Spanje
- Serra del Cadí, Spanje
- Garraf Massif natuurgebied, Spanje
- Ciudad Encantada in de provincie Cuenca, Castilië-La Mancha, Spanje
- El Torcal de Antequera zuiden van Spanje

### Tsjechië
- Moravische Karst, Tsjechië
- Boheems Paradijs, Tsjechië, met o.a. Panská skála

### Wales
- Zuidelijke regio van de Brecon Beacons National Park, Wales, Verenigd Koninkrijk[7]

### Zweden
- Verschillende plaatsen op het kalksteen en mergel eiland van Gotland, zoals het Lummelunda grot systeem. De stacks of Gotland worden geclassificeerd als karst.
- Het Abisko-Torneträsk gebied in het noorden van Zweden die verschillende grotsystemen bevat van Caledonide nappes

### Zwitserland
- 7900 km², of 19% van de oppervlakte van Zwitserland is karst, in dit gebied liggen de 7,500 bekende Zwitserse grotten, met een lengte van meer dan 1200 km.

## Noord-Amerika

### Canada
- Marble Canyon, British Columbia
- Monkman Provincial Park, British Columbia
- Northern Vancouver Island, British Columbia
- Niagara Escarpment, Ontario
- Port au Port Peninsula, Newfoundland
- Nahanni regio in de Northwest Territories
- Wood Buffalo National Park in Alberta en de Northwest Territories
- Avon Peninsula, Nova Scotia
- St-Jude, Quebec

### Mexico
- Cenotes van Yucatán Peninsula
- Sótanos van Sierra Gorda, Querétaro
- Cacahuamilpa grotten Guerrero

### Verenigde Staten
- Bluegrass region van Kentucky
- Carlsbad Caverns National Park, New Mexico
- Central Pennsylvania
- Cumberland Plateau in Midden van Tennessee
- Deschutes River basin, Oregon
- Driftless Area van zuidwest Wisconsin, zuidoost Minnesota noordoost Iowa en noordwest Illinois
- Florida peninsula
- Germany Valley Karst Area, West Virginia
- Grassy Cove Karst Area, Tennessee
- Great Valley of Appalachia (Huntsville, Alabama to Howe Caverns, centraal New York)
- Greenbrier River watershed in West Virginia
- Illinois Caverns State Natural Area en Illinois Sinkhole Plain in Monroe County, Illinois
- Kamas Ranch en Alabaster Cavern omgeving van Oklahoma
- Kosciusko Eiland, zuidoosten van Alaska
- Lehman Caves gelegen in Great Basin National Park in het oosten van Nevada
- Mammoth Cave in centraal Kentucky
- Mitchell Plain en uplands in het zuiden van Indiana
- Ozark Plateau van Missouri en Arkansas
- Presque Isle County dicht bij Rogers City in het noorden van Michigan
- Ricks Spring in noordoosten van Utah
- Shenandoah Valley, Virginia
- Swago Karst Area, West Virginia
- Texas Canyon, Cochise County Arizona
- Texas Hill Country, Texas inclusief Palo Pinto Mountains
- Yosemite, Californië

## Centraal Amerika en de Caribbean

### Belize
- Oostelijke bergen van het Mayagebergte inclusief gedeelte van Cockscomb Basin Wildlife Sanctuary, Belize
- Great Blue Hole nabij het midden van het Lighthouse Reef, Belize

### Cuba
- Mogotes in Viñales Valley

### Dominican Republic
- Los Haitises Nationaal park

### Jamaica
- Cockpit Country regio

### Puerto Rico
- Karstwoud, Puerto Rico (zie Geografie van Puerto Rico)
- Bergen van noordwest Puerto Rico

## Oceanië

### Australië
- Cutta Cutta Caves Nationaal park en Kintore Caves Conservation Park, Katherine, Northern Territory
- Leeuwin-Naturaliste Nationaal park, dicht bij Margaret River, zuidwest West-Australië
- Noordelijke Swan Coastal Plain, Perth, West-Australië
- Naracoorte Caves Nationaal park, Zuid-Australië
- Jenolan Caves, New South Wales
- Wombeyan Caves, New South Wales
- Mole Creek Karst Nationaal park, Tasmania
- Nullarbor Plain, Zuid-Australië en West-Australië

### Nieuw-Zeeland
- Takaka Hill, regio Tasman (Zuidereiland)
- Mount Owen, regio Tasman (Zuidereiland)
- Waitomo, regio Waikato (Noordereiland)
- Oparara Basin, regio Buller, Westkust (Zuidereiland)
- Paparoa National Park, regio Westkust (Zuidereiland)

### Papoea-Nieuw-Guinea
- Nakanai Mountains, East New Britain

### Zuid-Amerika
- Madre de Dios en Guarello Island ('s werelds meest zuidelijke kalksteenmijn), Magallanes, Chili